# Eusebius Mandyczewski
Eusebius Mandyczewski   (Txernivtsí, 18 d'agost de 1857 - Sulz, 13 de juliol de 1929), polonès: Euzebiusz Mandyczewski, en romanès: 'Eusebie Mandicevschi', ucraïnès: Євсевій Мандичевський, Ievsevi Manditxevski, fou un musicòleg i compositor austríac originari de Bucovina. Fonts romaneses i ucraïneses es disputen entre elles la nacionalitat de Manditxevski i la seva família.

## Biografia
Era descendent d'una antiga nissaga de sacerdots ortodoxos romanesos i rutenis. Va estudiar al gimnàs alemany de Txernivtsí i va ser llavors quan va començar a compondre música. Va estudiar al Conservatori de Viena amb Gustav Nottebohm, Robert Fuchs i Eduard Hanslick. El 1879 va conèixer i es va fer amic de Johannes Brahms. El 1887 se'l nomenà director de cors de l'Acadèmia de cant de Viena; el 1897 se'l nomenà professor de teoria dels instruments, i el 1900, d'història de la música, en el Conservatori de Viena.
Treballa l'edició completa de les obres de Schubert, i després dirigí una edició de les de Haydn. El 1890 la Universitat de Leipzig li donà el títol doctor honoris causa.
Entre els seus alumnes tingué a Hans Ahlgrimm, Rodolfo Lipizer, Franz Mixa, Hans Gál, Franz Moser, Ede Poldini la bohèmia Evelyn Faltis, Rosario Scalero i, d'altres que més tard serien coneguts músics i compositors.